# Asterogyne yaracuyense
Asterogyne yaracuyense là loài thực vật có hoa thuộc họ Arecaceae. Loài này được A.J.Hend. & Steyerm. mô tả khoa học đầu tiên năm 1986.